# بخش قوچان عتیق
بخش قوچان عتیق یکی از بخش‌های شهرستان قوچان در استان خراسان رضوی است. این بخش طبق تصویب‌نامهٔ هیئت وزیران در تاریخ ۲۹ آذر ۱۳۹۹ ایجاد شد و شامل دو دهستان قوچان عتیق و یزدان است. روستای شهرکهنه مرکز بخش است.